# Egidio Spugnini

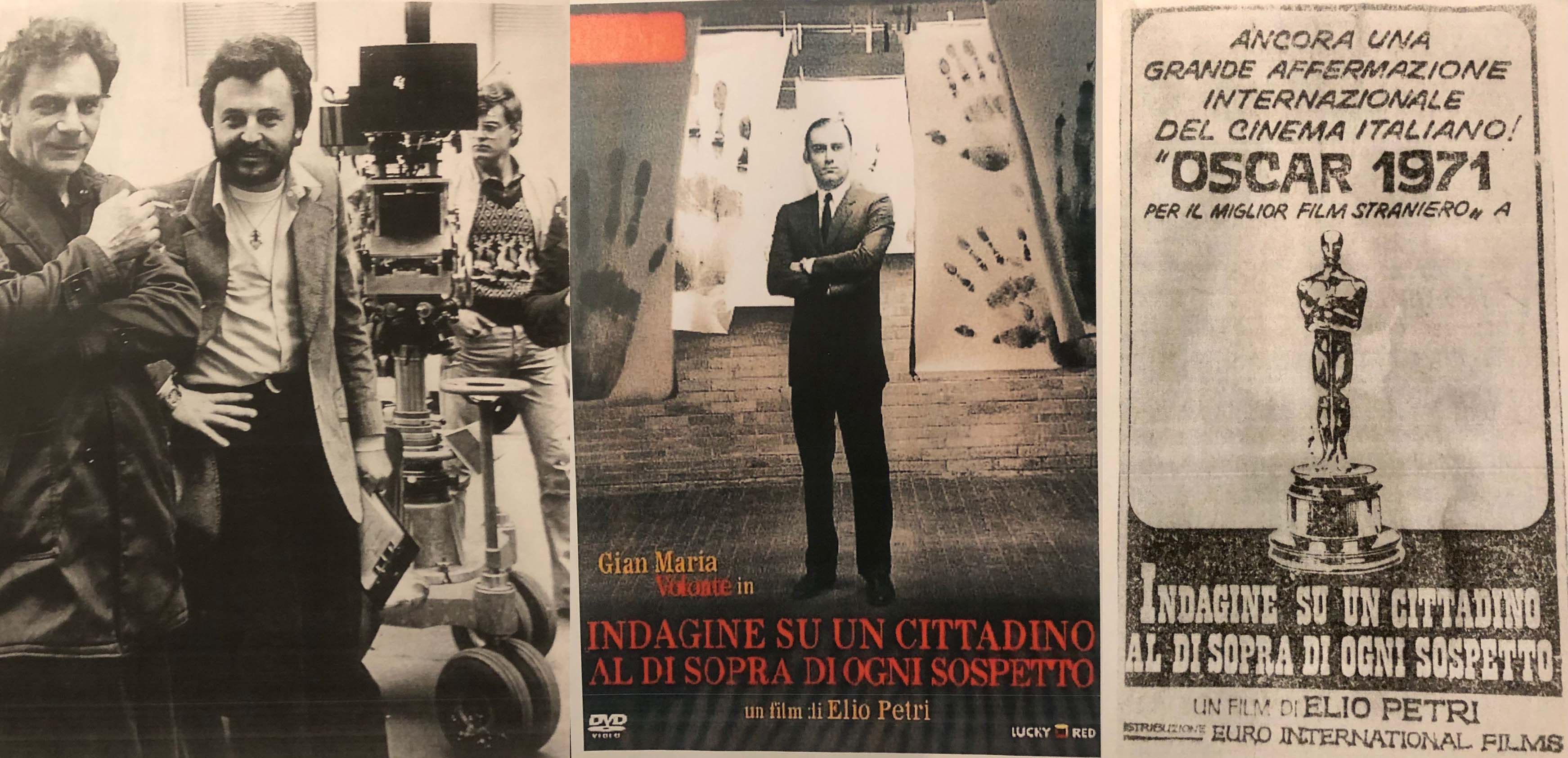
Foto durante le riprese del film

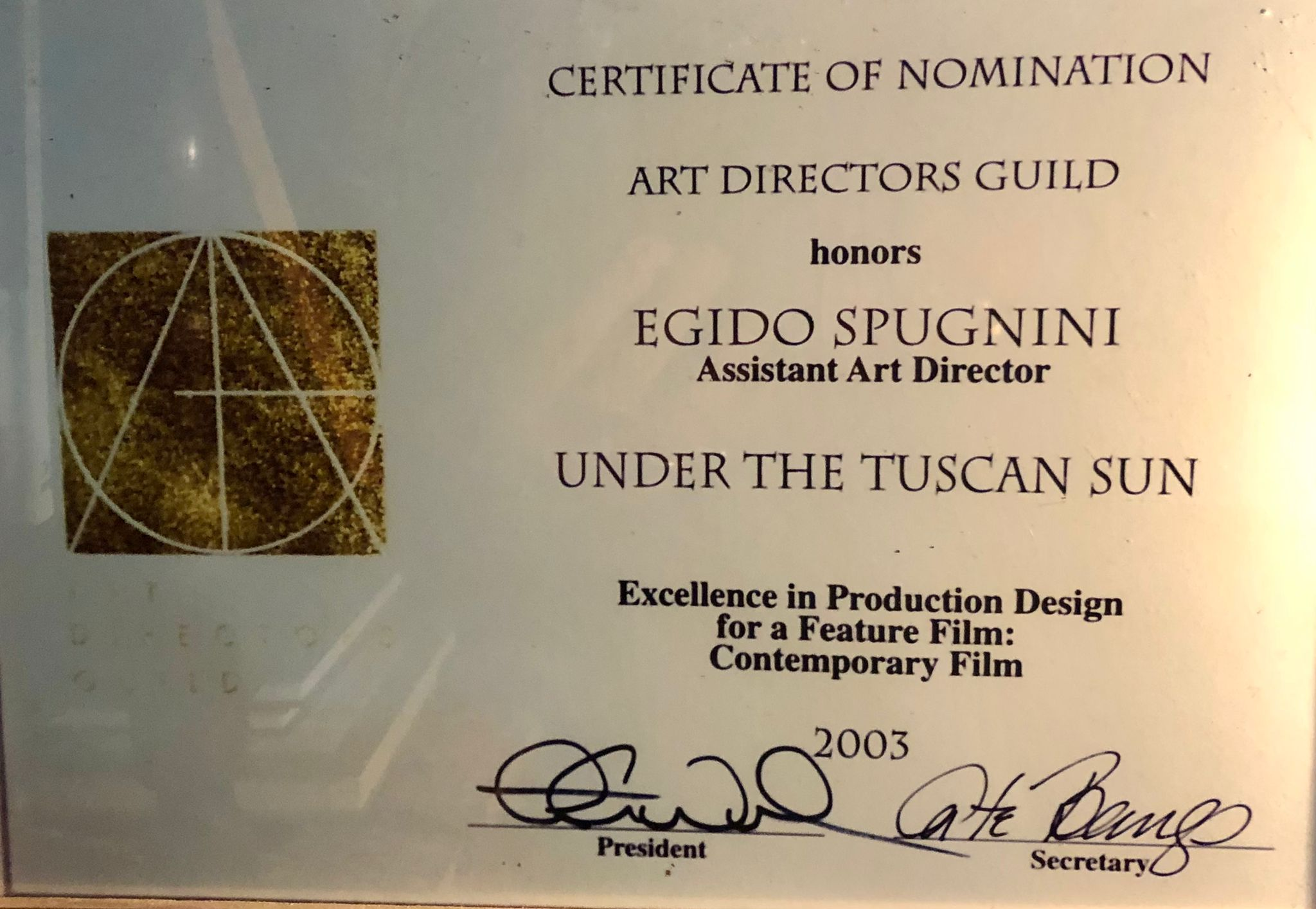
Nomination per la scenografia

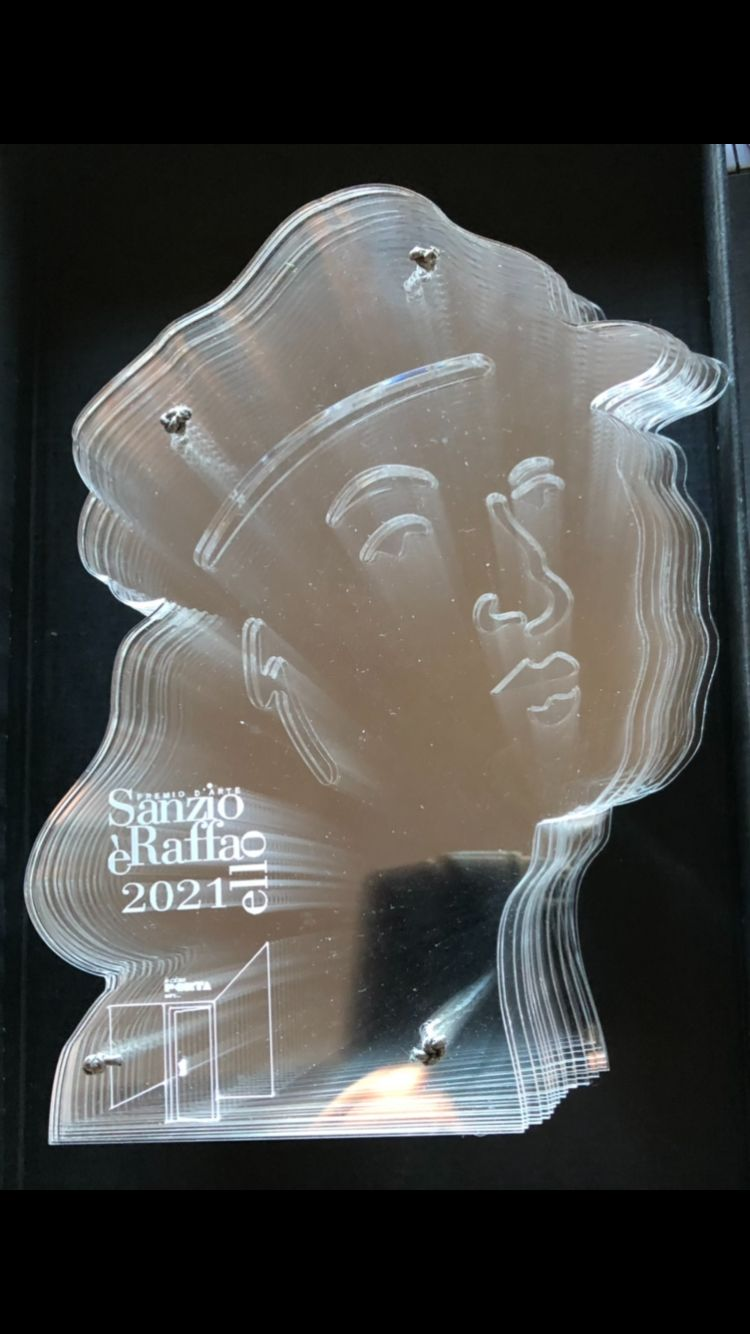
Premio alla carriera

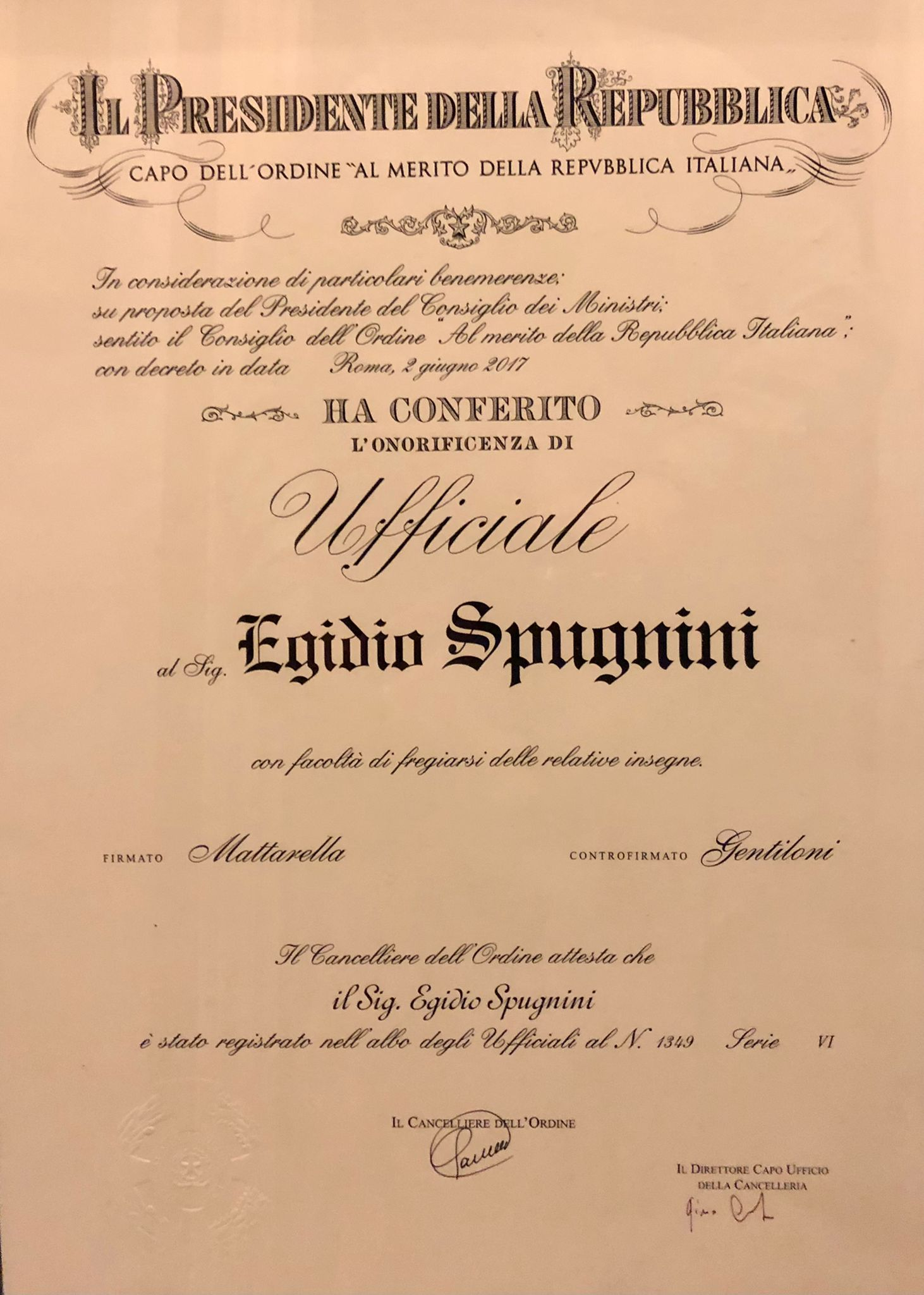
Premio della Presidenza della Repubblica Italiana

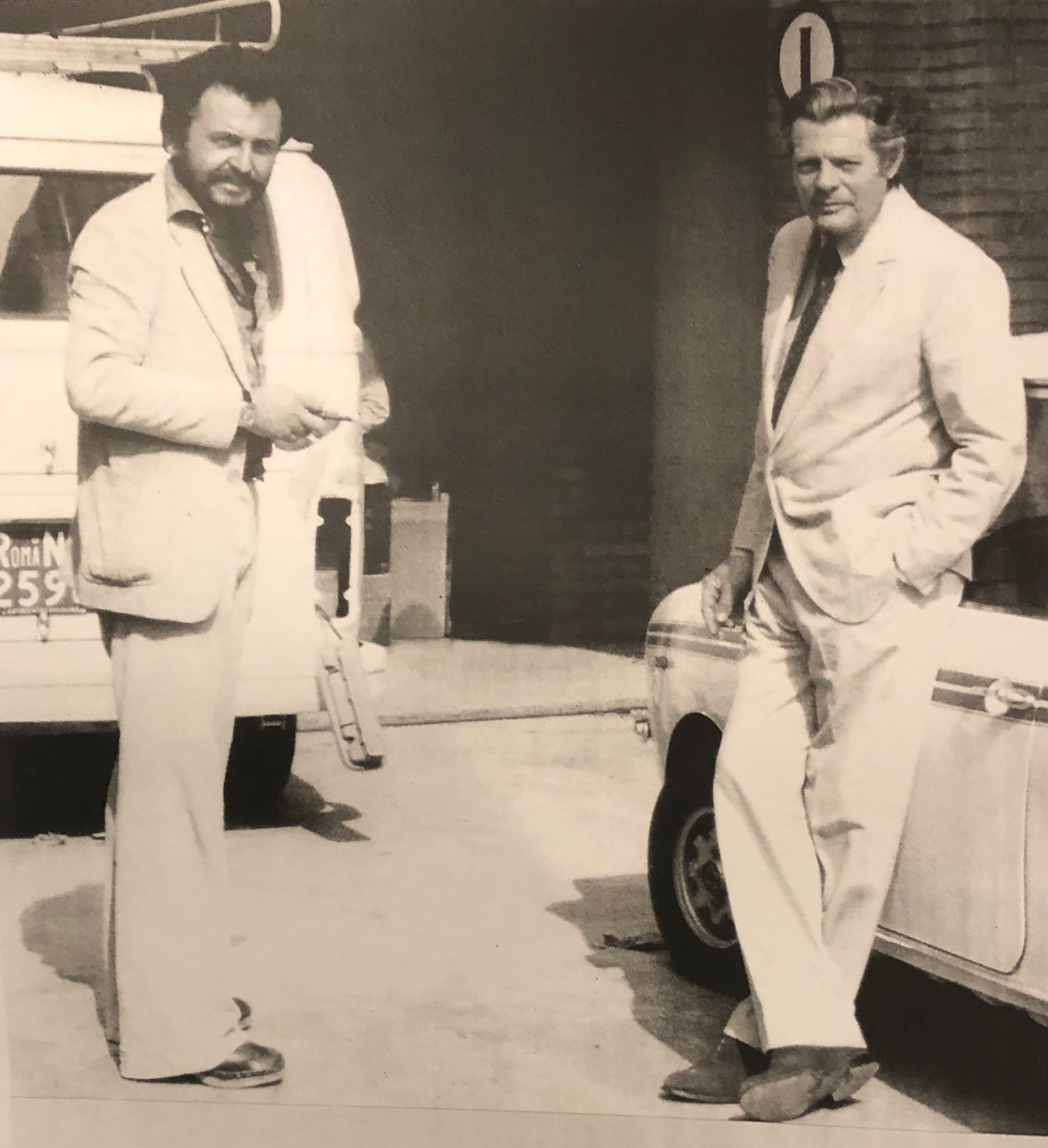
Foto con Marcello Mastroianni

Egidio Spugnini, in arte Egidio da Casteldurante (Urbania, 16 novembre 1945 – Urbania, 27 dicembre 2024), è stato uno scenografo, incisore e designer italiano.

## Biografia
Studiò all'Istituto d’Arte di Urbino (scuola del Libro), diplomandosi nel 1965 nel Corso di magistero – Sezione Litografia.
Frequentò l'Accademia delle Belle Arti di Roma – Sezione scenografia e Storia dell'arte con la borsa di studio del Pio Sodalizio dei Piceni conseguendo il diploma nel 1969 con il massimo della votazione, 30 e lode.
Esordì nel campo della scenografia nel 1967 quale collaboratore dello scenografo Cesarini da Senigallia in RAI per gli spettacoli Scala reale e lo sceneggiato Circolo Pickwick per la regia di Ugo Gregoretti.
Nel 1969 collaborò alle scenografie teatrali per il Teatro Parioli di Roma per Il signore va a caccia di Faidot della Compagnia di Gino Cervi per la regia di Mario Landi. Nello stesso anno iniziò la collaborazione con lo scenografo Carlo Egidi per il film Indagine su un cittadino al di sopra di ogni sospetto.
Fu illustratore del Giornalino miao; inoltre impaginò e illustrò il volume Anni folli, edito da Trapani.

## Incisore e pittore

### Anno 1963
- - Milano: VI Premio Nazionale INA TOURING - Premio Trezzo per bianco e nero; segnalato premio acquisto.

### Anno 1964
- - Milano: II Premio Nazionale INA TOURING - Premio Trezzo per bianco e nero
  - Roma: Premio Nazionale del Ministero della Pubblica Istruzione per l'incisione - Primo Premio ex aequo
  - Pesaro: Mostra personale

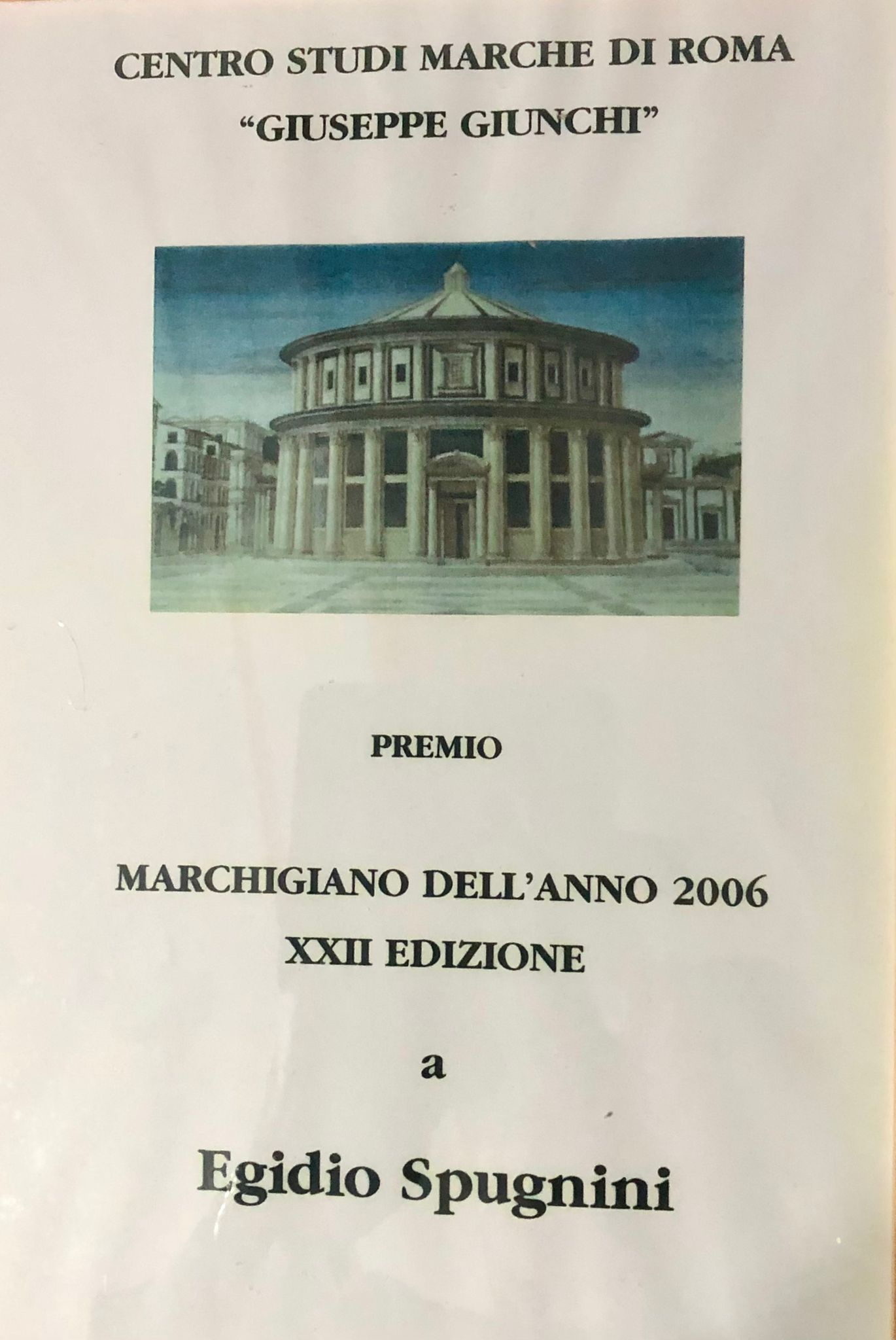
Premio marchigiano dell'anno

  - Premio marchigiano dell'annoV Mostra Internazionale - Giornale d'Italia - 3º premio
  - Perugia: 1ª Mostra Nazionale bianco e nero - 2º premio

### Anno 1965
- - Osimo: IV Mostra Regionale VETS AUXIMUS - IV premio
  - Roma: Mostra Internazionale Giornale d'Italia - 2º premio

### Anno 1966
- - Roma: ARCAR - 3º Premio Nazionale Arte Sacra - 1º Premio nazionale per l'incisione
  - Roma: IV Premio Nazionale Arte Sacra - premiato
  - Roma: VII Premio Nazionale ARCAR - premiato

### Anno 1967
- - Roma: Mostra Nazionale Paesaggio e Figura - premio acquisto
  - Roma: Mostra Nazionale Trofeo Primavera - 3º premio
  - Roma: Premio Nazionale Pittura "Roma viva" - premiato

### Anno 1968
- - Roma: VI Biennale Arti Figurative "Roma Lazio" - premio acquisto Comune di Roma

### Anno 1969
- - Roma: Premio Internazionale "Tavolozza d'oro" - 2º premio

## Scenografo e arredatore cinema e televisione

### Cinema
- I racconti di Canterbury N. 2, regia di Lucio Giachin (1972)
- Blu Gang - E vissero per sempre felici e ammazzati, regia di Luigi Bazzoni (1973)
- Storia di una monaca di clausura, regia di Domenico Paolella (1973)
- Il sesso della strega, regia di Angelo Pannacciò (1973)
- A forza di sberle, regia di Bruno Corbucci (1974)
- Amore amaro, regia di Florestano Vancini (1974)
- Vai gorilla, regia di Tonino Valerii (1975)
- L'Agnese va a morire, regia di Giuliano Montaldo (1976)
- Io ho paura, regia di Damiano Damiani (1977)
- Goodbye & Amen, regia di Damiano Damiani (1977)
- Corleone, regia di Pasquale Squitieri (1978)
- Caro papà, regia di Dino Risi (1979)
- La terrazza, regia di Ettore Scola (1980)
- L'assistente sociale tutto pepe..., regia di Nando Cicero (1981)
- Eroina, regia di Massimo Pirri (1983)
- La chiave, regia di Tinto Brass (1983)
- Un ragazzo e una ragazza, regia di Marco Risi (1984)
- Il ragazzo del Pony Express, regia di Franco Amurri (1986)
- Pathos - Segreta inquietudine, regia di Piccio Raffanini (1988)
- Delitti e profumi, regia di Vittorio De Sisti (1988)
- Rossini! Rossini!, regia di Mario Monicelli (1991)
- Dove siete? Io sono qui, regia di Liliana Cavani (1993)
- OcchioPinocchio, regia di Francesco Nuti (1994)
- Viaggi di nozze, regia di Carlo Verdone (1995)
- Un inverno freddo freddo, regia di Roberto Cimpanelli (1996)
- Panni sporchi, regia di Mario Monicelli (1999)
- Mari del sud, regia di Marcello Cesena (2001)
- Sotto il sole della Toscana (Under the Tuscan Sun), regia di Audrey Wells (2003)
- Secret passage, regia di Ademir Kenović (2004)

### Televisione
- Marco Polo, regia di Giuliano Montaldo - miniserie TV (1982)
- Quer pasticciaccio brutto de via Merulana, regia di Piero Schivazappa - miniserie TV (1983)
- Un caso d'incoscienza, regia di Emidio Greco - film TV (1983)
- I veleni dei Gonzaga, regia di Vittorio De Sisti - film TV (1984)
- Un uomo in trappola, regia di Vittorio De Sisti - miniserie TV (1985)
- A viso coperto, regia di Gianfranco Albano - miniserie TV (1985)
- Sei delitti per padre Brown, regia di Vittorio De Sisti - miniserie TV (1988)
- Professione vacanze, regia di Vittorio De Sisti - serie TV (1987)
- L'eterna giovinezza, regia di Vittorio De Sisti - miniserie TV (1988)
- Tutti in palestra, regia di Vittorio De Sisti - miniserie TV (1989)
- Un inviato molto speciale, regia di Vittorio De Sisti - miniserie TV (1992)
- Il dono di Nicholas (Nicholas' Gift), regia di Robert Markowitz - film TV (1998)
- Leo e Beo, regia di Rossella Izzo - miniserie TV (1998)
- Tutti per uno, regia di Vittorio De Sisti - miniserie TV (1999)
- Come quando fuori piove, regia di Mario Monicelli - miniserie TV (2000)
- Assassini per caso, regia di Vittorio De Sisti - film TV (2000)
- Io ti salverò, regia di Mario Caiano - miniserie TV (2002)

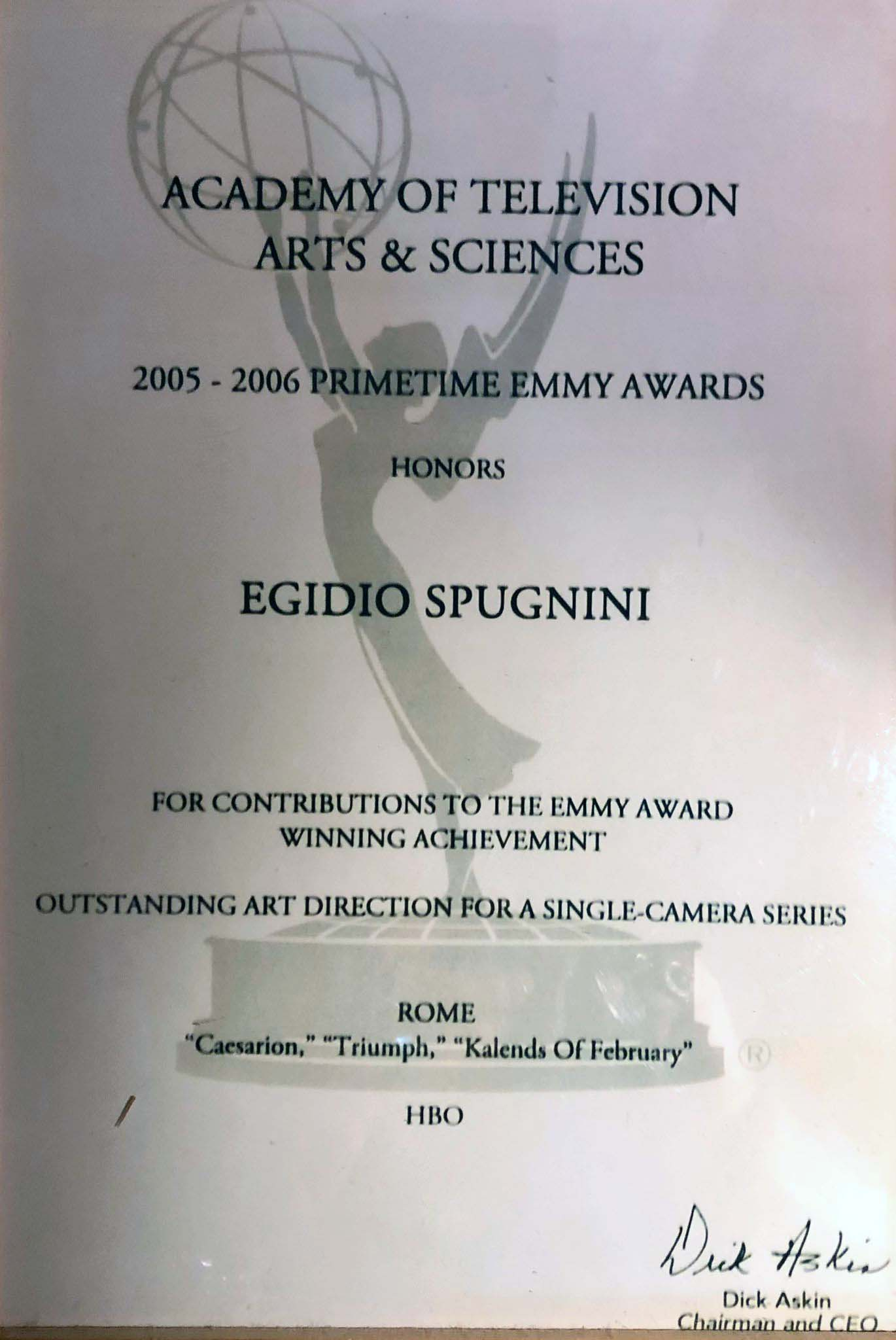
Premio. Egidio Spugnini

- Roma (Rome) - serie TV (2005)

## Programmi TV
- Papaveri e papere (Rai Uno, 1995)

## Architetto d'interni ed esterni
- Progetto ed esecuzione del ripristino della facciata del medievale palazzo Donati a Mercatello sul Metauro; progettati anche i relativi lavori di arredamento e ristrutturazione all'interno nel 1970.
- Progetto, esecuzione e realizzazione della recinzione e chiostro della Collegiata romanica a Mercatello sul Metauro nel 1970.
- Collaboratore dal 1974 al 1979 della società Miro Film per caroselli pubblicitari tra cui: Motta, Caloderma, Cassa di Risparmio ecc.

## Premi
- 2004 Premio per il 50º anniversario della RAI in onore dei marchigiani che hanno dato il loro contributo di arte e di ingegno.
- 2005 Premio Metauro per l'operato scenografico
- 2006 Marchigiano dell’anno
- 2008 Tartufo d’oro